# Högsta folkförsamlingen
Högsta folkförsamlingen (koreanska: 최고인민회의) är den högsta beslutsfattande och lagstiftande församlingen i Nordkorea. Församlingen har sedan den inrättades 1948 dominerats av Koreas arbetarparti.

## Historia
Det första valet till Högsta folkförsamlingen ägde rum den 25 augusti 1948, en månad innan Demokratiska folkrepubliken Korea utropades i den sovjetiska ockupationszonen på Koreahalvön. Koreas arbetarparti vann 157 av 572 säten men utövade kontroll över samtliga andra partier som ställde upp. Därefter dröjde det till 1957 för nästa parlamentsval men sedan hölls de regelbundet fram till kalla krigets slut.
Sedan president Kim Il-Sungs död i juli 1994 har antalet ledamöter knutna till Koreanska Folkarmén nästan fördubblats, med 57 militära ledamöter 1990 jämfört med 101 efter valet 1998. Detta kan ses spegla militärens ökade inflytande under Kim Jong-ils styre, på bekostnad av Arbetarpartiet och den civila statsapparaten. Efter valet 2009 uppgick andelen militära ledamöter till 116.

## Struktur
Högsta folkförsamlingen består av 687 ledamöter valda i enmansvalkretsar för femåriga mandat och fungerar formellt som landets maktcentrum, då den utser landets samtliga ministrar i regeringen förutom försvarsministern, som utses av Nationella försvarskommissionen vars ledamöter man också väljer. Nationella försvarskommissionen utövar vid sidan av regeringen ett avgörande inflytande i nordkoreansk politik. Folkförsamlingen utser också domarna i Centraldomstolen, landets högsta domstol, samt kan ändra författningen med två tredjedelars kvalificerad majoritet.
Parlamentariska sessioner varar endast i ett fåtal dagar varje år och därefter övertas de ordinarie uppgifterna av Högsta folkförsamlingens presidium. Presidiets medlemmar väljs av församlingen och dess ordförande fungerar förutom som högste parlamentariske ämbetsman också som Nordkoreas statschef, formellt 1948-1972 och de facto sedan 1994.

### Val
Enligt Nordkoreas författning är samtliga medborgare över 17 års ålder röstberättigade och val skall hållas vart femte år på lokal, regional och nationell nivå. Man har inte obligatoriskt valdeltagande enligt lag men kandidater räknas enbart som valda om över hälften av alla röstberättigade i valkretsen i fråga deltar.
Samtliga valbara kandidater utses genom Demokratiska fronten för fosterlandets återförening, en enhetsfront där förutom Arbetarpartiet också de två övriga partierna med parlamentarisk representation deltar. Röstningen sker genom sluten omröstning på så sätt att valet av kandidat sker genom anonyma valsedlar. För att rösta mot den föreslagna kandidaten måste man dock gå till ett särskilt valbås varvid all anonymitet går förlorad.